# Främlingsdyrkan
Främlingsdyrkan är preferensen för produkter, stilar eller idéer från någon annans kultur snarare än av ens egen. Ett exempel är romantiseringen av den ädla vilden i 1700-talets primitivismrörelse i europeisk konst, filosofi och etnografi. Främlingsdyrkan motsats är etnocentrism, det vill säga den upplevda överlägsenheten av ens eget samhälle före andra. Både främlingsdyrkan och etnocentrismen är en subjektiv uppfattning om kulturell relativism.

## Ursprung
Begreppt myntades 1952 av de amerikanska sociologerna Donald P. Kent och Robert G. Burnight i "Group Centrism in Complex Societies" publicerad i American Journal of Sociology. Kent och Burnight hävdar att känslor av främlingsdyrkan orsakas av tre möjliga faktorer: individer som har familjeband till ett främmande land, särskilt 2:a eller 3:e generationsinvandrare, de som motsätter sig den politiska riktningen i sitt hemland, ett exempel på detta är USA:s kommunistiska parti som idealiserade Sovjetunionen och dess antikapitalistiska styre, och individer som utsätts för andra kulturer och finner sig desillusionerade med sin egen. Termen förblev obskyr men ansågs användbar och används ibland av andra sociologer.
Uttrycket är själva motsatsen till etnocentrism, vilket myntades av den amerikanske 1800-talssociologen William Graham Sumner. Han beskriver en individs naturliga tendenser till att oproportionerligt värdera sina egna kulturella ting som t.ex. värderingar relativt högre än de från andra kulturer.

## Konsumentfrämlingsdyrkan
Rene Dentiste Mueller och Amanda Broderick var först med att tillämpa konsumentfrämlingsdyrkan (KF) för att beskriva den preferens vissa konsumenter har för utländska varor, även när inhemska varor är kvalitativt och eller funktionellt lika eller bättre.  
Trots att KF-fenomenet är globalt, citerar forskarna ett betydande antal studier som tyder på att det finns proportionerligt mer KF i tidigare kolonier där lokalbefolkningen har varit betingade att uppfatta "utländskt" som bättre. En konsekvens av KF är den negativa effekten på den lokala industrin och på nedgången i levnadsstandarden då fattiga konsumenter köper (ofta) dyrare utländska produkter. KF särskilt bland de lokala eliterna, minskar förtroendet och stoltheten i lokal tillverkning, vilket kan leda till förlust av lokala industrier, en minskning av köpval, särskilt bland traditionella produkter eller till och med ett beroende av utländska produkter. Mueller, Wang, Liu och Cui, tillämpade konceptet på Kina och visade att KF inte är ett nytt fenomen. Forskarna kunde också visa att när KF växte för mycket, orsakade det en motreaktion i konsumentetnocentrism (nationalism).